# Kvarnpilört
Kvarnpilört (Persicaria pensylvanica) är en slideväxtart som först beskrevs av Carl von Linné och fick sitt nu gällande namn av M. Gómez. Kvarnpilört ingår i släktet pilörter, och familjen slideväxter. Inga underarter finns listade i Catalogue of Life.